# Brewster (Nebraska)
Brewster és una població dels Estats Units a l'estat de Nebraska. Segons el cens del 2000 tenia 29 habitants.

## Demografia
Segons el cens del 2000, Brewster tenia 29 habitants, 12 habitatges, i 9 famílies. La densitat de població era de 124,4 habitants per km².
Dels 12 habitatges en un 16,7% hi vivien nens de menys de 18 anys, en un 75% hi vivien parelles casades, en un 0% dones solteres, i en un 16,7% no eren unitats familiars. En el 16,7% dels habitatges hi vivien persones soles el 8,3% de les quals corresponia a persones de 65 anys o més que vivien soles. El nombre mitjà de persones vivint en cada habitatge era de 2,42 i el nombre mitjà de persones que vivien en cada família era de 2,7.
Per edats la població es repartia de la següent manera: un 24,1% tenia menys de 18 anys, un 6,9% entre 18 i 24, un 20,7% entre 25 i 44, un 37,9% de 45 a 60 i un 10,3% 65 anys o més.
L'edat mediana era de 42 anys. Per cada 100 dones de 18 o més anys hi havia 100 homes.
La renda mediana per habitatge era de 37.500 $ i la renda mediana per família de 51.250 $. Els homes tenien una renda mediana de 26.250 $ mentre que les dones 28.750 $. La renda per capita de la població era de 12.840 $. Aproximadament el 33,3% de les famílies i el 20% de la població estaven per davall del llindar de pobresa.

## Poblacions més properes
El següent diagrama mostra les poblacions més properes.